# Magdalena Krylik-Gruziel
Magdalena Krylik (ur. 24 czerwca 1976 w Warszawie) – polska aktorka teatralna i dubbingowa i wokalista.

## Życiorys
Absolwentka wydziału wokalnego Państwowej Szkoły Muzycznej II st. im. F. Chopina w Warszawie. Współpracuje z Teatrem Muzycznym „Roma” i Teatrem „Syrena” w Warszawie. Zajmuje się dubbingiem, użyczając głosu bohaterom wielu kreskówek i seriali. Występowała w Kabarecie „60-tka” Marcina Wolskiego. Prowadziła warsztaty teatralne oraz naukę stepowania dla dzieci i młodzieży, m.in. w studium teatralnym w Ośrodku Kultury Ochoty „Oko” i Domu Kultury „Dorożkarnia” w Warszawie.

## Teatr

### „Roma”
- Crazy for You jako Patsy
- Piotruś Pan
- Miss Saigon
- Grease jako Marty oraz Patty Simcox
- Koty jako Pumpernikiel
- Akademia pana Kleksa – zespół wokalny

### „Syrena”
- Taka noc nie powtórzy się więcej jako Lola

## Dubbing

### Filmy
- 1964: Mary Poppins
- 1986: Amerykańska opowieść – Fievel (wersja DVD)
- 1986: Mój mały kucyk
- 1989–1992: Karmelowy obóz – Olka
- 1991: Amerykańska opowieść. Fievel jedzie na Zachód – Fievel (wersja DVD)
- 1994: Skoś trawnik tato, a dostaniesz deser – Monica
- 1997: Rozgadana farma – Cynthia
- 1998: Amerykańska opowieść. Skarb wyspy Manhattan – Fievel
- 1998: Kacper i Wendy – Wendy
- 1998: Rodzina Addamsów: Zjazd rodzinny – Melinda Adams
- 1999: Amerykańska opowieść. Tajemnica potwora z Manhattanu – Fievel
- 2000: Cicha noc (wersja TVP)
- 2000: Goofy w college’u
- 2000: Kruche jak lód: Walka o złoto – Tracy
- 2003: Pełzaki szaleją – Susie
- 2000: Projekt Merkury
- 2003: Sindbad: Legenda siedmiu mórz
- 2004: Mickey: Bardziej bajkowe święta
- 2004: Troskliwe misie – Podróż do krainy Chichotów – Marzymisia (wersja DVD)
- 2005: I bądź tu mądra – Pamela
- 2005: Kubuś i Hefalumpy
- 2005: Kurczak Mały
- 2005: Lilo i Stich 2: Mały feler Sticha
- 2005: Przygoda Noddy’ego na wyspie
- 2005: Ruchomy zamek Hauru
- 2005: Tarzan 2: Początek legendy
- 2006: Barbie i 12 tańczących księżniczek – Twyla
- 2006: Bratz: Magiczny dżin –
  - Katia,
  - Kaycee
- 2006: Bratz: Od marzeń do gwiazd – Kaycee
- 2006: High School Musical – Sharpay Evans
- 2006: Pamiętniki Barbie – Regen
- 2006: Sposób na rekina
- 2006: Wpuszczony w kanał
- 2006: Skatenini i Złote Wydmy – Nisia
- 2007: Barbie jako księżniczka wyspy – Siostra #3
- 2007: Bratz: Opowieści niesamowite
- 2007: High School Musical 2 – Sharpay Evans
- 2007: Klub Winx – tajemnica zaginionego królestwa – Bloom
- 2007: Most do Terabithii
- 2007: Rodzinka Robinsonów –
  - Instruktor,
  - Druhna #1,
  - Kuzyn Tallulah
- 2007: Shrek Trzeci – Królewna Śnieżka
- 2007: Tom i Jerry: Dziadek do orzechów – Tuffy
- 2008: Barbie i diamentowy pałac – Melody
- 2008: Barbie w Wigilijnej Opowieści – Duch przeszłych świąt
- 2008: High School Musical 3: Ostatnia klasa – Sharpay Evans
- 2008: Król i królik
- 2008: Mała syrenka: Dzieciństwo Ariel – Arista
- 2009: Dom baśni
- 2009: Księżniczka Lillifee
- 2009: My Little Pony: Gwiazdka spełnionych życzeń – Pinkie Pie (pierwsza wersja)
- 2009: Opowieści dziwnej treści: Złotowłosa i trzy misie
- 2010: Harriet szpieguje: Wojna blogów – Harriet Welsch
- 2010: Troskliwe Misie: Festiwal Prezentów – Księżniczka Gwiazdula
- 2010: Troskliwe Misie: W blasku gwiazd – Księżniczka Gwiazdula
- 2010: Winx Club: Magiczna przygoda – Bloom
- 2011: Boska przygoda Sharpay – Sharpay Evans
- 2011: Smerfy
- 2011: Titeuf – Nadia
- 2012: Barbie i podwodna tajemnica 2 – Mirabella
- 2012: Dzwoneczek i sekret magicznych skrzydeł – Gracja
- 2012: Niesamowity Spider-Man – Recepcjonistka w Oscorpie
- 2013: Jack pogromca olbrzymów – Isabelle
- 2013: Monster High: Upioryż – Miasto strachu –
  - Skelita,
  - Venus McFlytrap
- 2013: My Little Pony: Equestria Girls – Twilight Sparkle
- 2013: Teen Beach Movie – Struts
- 2014: Annie – Grace
- 2014: Dzwoneczek i tajemnica piratów
- 2014: Kumple z dżungli – na ratunek sowie i spółce! – Gacek
- 2014: My Little Pony: Equestria Girls: Rainbow Rocks – Twilight Sparkle
- 2014: Winx Club: Tajemnica morskich głębin – Layla
- 2015: My Little Pony: Equestria Girls: Igrzyska Przyjaźni – Twilight Sparkle
- D2015: Przemieńcie się, Czarodziejki! – królowa Beryl
- D2015: Sailor Moon R – Czarodziejka z Księżyca: Film kinowy – Luna
- D2015: Sailor Moon S – Czarodziejka z Księżyca: Film kinowy – Luna
- 2015: Teen Beach 2 – Struts
- 2016: Barbie: Dreamtopia – Kołtunek
- 2016: Barbie w świecie gier – Gaia
- 2016: DC Super Hero Girls: Bohater roku – Poison Ivy
- 2016: DC Super Hero Girls: Super Hero High – Poison Ivy
- 2016: My Little Pony: Equestria Girls: Legenda Everfree – Twilight Sparkle
- 2016: Pradawny ląd: Wyprawa tylko dla odważnych – Kaczusia
- 2017: Luter i rewolucja protestancka - Lektorka[2]
- 2017: DC Super Hero Girls: Galaktyczne igrzyska – Poison Ivy
- 2017: My Little Pony: Film – Twilight Sparkle
- D2017: Sailor Moon SuperS – Czarodziejka z Księżyca: Film kinowy – Luna
- 2017: Wonder Woman
- 2022: Fałszywa dwunastka – Pracownik linii lotniczych[3]
- 2025: Gietrzwałd 1877. Wojna światów – Lektorka[4]

### Seriale
- 1982: Listonosz Pat
- 1983: Kaczor Donald przedstawia – Wendy
- 1985–1991: Szopy pracze – Sophia Tutu
- 1985–1988: Yogi, łowca skarbów – Penelopa Pitstop (odc. 19)
- 1986–1987: Mój mały kucyk – Przytulanka (druga wersja)
- 1988–2001: Nowe przygody Madeline –
  - Nicole (odc. 43, 46, 63),
  - Yvette (odc. 45, 63)
- 1989–1992: Kacze opowieści – Tasia (druga wersja)
- 1989–1992: Karmelowy obóz – Olka
- 1991–2004: Pełzaki (druga wersja)
- 1992–1994: Mała syrenka – Krabozuch #3 (odc. 22)
- 1993–1994: Hello Kitty
- 1995–2001: Mały Miś –
  - jeden z ptaszków (odc. 40a),
  - Jedna z wydr (odc. 44b, 45a, 57c),
  - jeden z króliczków (odc. 49b),
  - Mama królik (odc. 49b),
  - Jeżozwierz (odc. 65a)
- 1997–1998: 101 dalmatyńczyków
- 1997–2009: Bibi Blocksberg
- 1997–2009: Niedźwiedź w dużym niebieskim domu –
  - Babcia Tucia,
  - Ursa (odc. 61)
- 1998–2006: Świat Elmo –
  - Różowa kurtka (odc. 5),
  - Brokuły (odc. 6),
  - Rudzik (odc. 24)
- 1998–2000: Tęczowe rybki – Igraszka (odc. 18b)
- 1999–2001: Dzieciaki z klasy 402 –
  - Pani Belanchof (odc. 41-52),
  - Lars (odc. 47),
  - Gloria
- 1999–2000: Fantaghiro
- 2000–2002: Ania z Zielonego Wzgórza
- 2001–2007: Ach, ten Andy! – Rachel (odc. 53)
- 2001–2008: Mroczne przygody Billy’ego i Mandy –
  - Eris (od serii III),
  - Kotka Sassy (odc. 54b),
  - Panna Anna (odc. 55a),
  - Dora (odc. 58b),
  - Reporterka Rysia (odc. 59b),
  - Matka Mandy – Claire (odc. 61b, 71b),
  - Mallory (odc. 62a),
  - Maja Frania (odc. 64a),
  - Mumia #1 (odc. 64b),
  - Major Doktor Upiorna (odc. 69a),
  - Carol (odc. F2),
  - Velma Green – królowa pająków (odc. F2)
- 2001–2002: Cubix – Abby
- 2001–2002: Doktor Melchior Wyderko
- 2001–2004: Lizzie McGuire – Lizzie oraz piosenka czołówkowa
- 2001: Marco i Gina – Gina
- 2001–2004: Medaboty – Kailey
- 2001–2002: Roztańczona Angelina – Angelina
- 2001–2015: Titeuf –
  - Nadia,
  - ciocia Patty (odc. 114-115)
- 2002–2010: Baśnie i bajki polskie –
  - Halszka (odc. 8),
  - Ostrożna (odc. 8)
- 2002: Beyblade V-Force (druga wersja)
- 2002–2004: Fillmore na tropie – Ingrid Trzecia
- 2002: Fimbusie – Pom
- 2002–2008: Gwiazdka Laury – Laura (seria I)
- 2002–2008: Kryptonim: Klan na drzewie – Rebeka (odc. 75b)
- 2002: Maks i Ruby –
  - Panienka Cudeńka (odc. 6c),
  - Kasia (odc. 8c, 47c, 50b, 57a, 67a, 68c, 78c),
  - Rozalinda (odc. 8c, 12a, 18a, 19a),
  - Waleria (odc. 9b, 14c, 16b, 17b, 18ac, 21ac, 22a, 23c, 24bc, 25b),
  - Pani Królisiewicz (pierwsza kwestia w odc. 18a),
  - jeden z króliczków hokeistów (odc. 24a),
  - króliczka sfotografowana przez Maksa (odc. 58b),
  - głosy z tłumu (odc. 61c),
  - sprzedawczyni kokardek (odc. 65a),
  - Trusia Pawłowa (odc. 67a)
- 2002–2007: Naruto – Sakura Haruno (odc. 1-25)
- 2002–2004: Pan Andersen opowiada
- 2002: Słoń Benjamin
- 2003–2008: 6 w pracy –
  - Tricia (odc. 1),
  - Kristen (odc. 6, 9-10, 16, 19, 25-26, S1, 28, 30, 35, 44, 46, 50-51),
  - Komentatorka filmowa (odc. 20),
  - Lidia (odc. 24, 35, 42)
- 2003–2004: Bracia Koala – Zosia
- 2003: Dzieci pani Pająkowej ze Słonecznej Doliny
- 2003: JoJo z cyrku – JoJo
- 2003–2006: Lilo i Stitch –
  - Andzia (odc. 25, 63),
  - Penny Dumna (odc. 51)
- 2003: Power Rangers Ninja Storm –
  - Tori,
  - Tally
- 2003–2008: Truskawkowe Ciastko – Truskawkowe Ciastko (serie 2-3; wersja TVP)
- 2003: Wielka przygoda prosiaczka Wilbura: Sieć Charlotty 2
- 2003–2006: Xiaolin – pojedynek mistrzów – Katnappé
- 2004: Atomowa Betty – Betty
- 2004–2006: Brenda i pan Whiskers
- 2004–2009: Dom dla Zmyślonych Przyjaciół pani Foster –
  - Córka Sally (odc. 30),
  - Była właścicielka Eurotrish (odc. 32),
  - Huanita (odc. 35),
  - Jedna z pcheł (odc. 35),
  - Zielony osiołek (odc. 35)
- 2004: Hi Hi Puffy AmiYumi – Ami
- 2004: Klub Winx –
  - Bloom (serie I–III dla Minimaxa/ZigZapa),
  - Layla (odcinki specjalne, serie III, V-VII dla Nickelodeon)
- 2004: Pani Pająkowa i jej przyjaciele ze Słonecznej Doliny
- 2004: Płaskmania – Kyu
- 2004: Power Rangers: Dino Grzmot –
  - Kira,
  - Tori (odc. 4)
- 2004: Roly Mo zaprasza – Mała Bo (niektóre odcinki)
- 2004: Super Robot Monkey Team Hyperforce Go! – Valina
- 2004: Ziemniak – ostatnie starcie – Księżniczka Tra-lala
- 2005–2007: Amerykański smok Jake Long – Haley (seria 1)
- 2005–2007: A.T.O.M. Alpha Teens On Machines –
  - aktorka w filmie (odc. 7),
  - dentystka (odc. 8),
  - Magnes (odc. 10, 22),
  - Lioness (odc. 33-52),
  - Firekat (odc. 36, 46-48, 51)
- 2005–2007: Bratz – Kaycee
- 2005: Fifi – Fiołeczka
- 2005: Finley, wóz strażacki
- 2005–2008: Harcerz Lazlo
- 2005–2007: Księżycowy Jim – Skye (wersja MiniMini+; seria II)
- 2005–2006: Maggie Brzęczymucha – Rayna
- 2005–2008: Mój kumpel z wuefu jest małpą –
  - Ingrid Żyrafa (odc. 1-46, 52-54),
  - Hiacynta,
  - Nietoperz #1 (odc. 33a)
- 2005: Transformerzy: Cybertron – Lori
- 2005: Trollz – Ametysta
- 2006: Całkiem nowe przygody Toma i Jerry’ego –
  - księżniczka (odc. 3b),
  - Tuffy (odc. 6a),
  - mysia księżniczka z Marsa (odc. 6b),
  - mała właścicielka Toma (odc. 16a)
- E2006: Friday Wear – Lucy (niektóre odcinki)
- 2006: Galactik Football –
  - Tia (odc. 1-32),
  - Dame Simbai (odc. 1-32)
  - Zaeria (odc. 55)
- 2006–2008: Kapitan Flamingo –
  - Ruth-Ann (odc. 1-26),
  - Awi (odc. 1-26),
  - Owen (odc. 1-26)
- 2006–2007: Klasa 3000 – Kim
- 2006–2007: Lola i Virginia – Lola
- 2006: Płaskmania – Kyu
- 2006: Pokémon: Diament i Perła – Dawn (seria 10.)
- 2006: Power Rangers: Mistyczna moc – Madison
- 2006: Team Galaxy – kosmiczne przygody galaktycznej drużyny – Yoko
- 2006–2009: Wymiennicy –
  - Klaudia i Jenifer,
  - Vanessa (odc. 21)
- 2007–2014: M.I. High (wersja Teletoon+) –
  - Fleur Forna (odc. 33),
  - Brie (odc. 41),
  - Amber Bayes (odc. 57),
  - agentka Walker (odc. 77),
  - Vivian Glitch (odc. 82)
- 2007: Storm Hawks – Gołąbek (odc. 3)
- 2008: Fisia i Benio prezentują
- 2008: Gwiezdne wojny: Wojny klonów (serial animowany 2008)
- 2008: Mali wszechmocni
- 2008: Niezwykła piątka na tropie – Jo
- 2008: Wakfu – Elaine (odc. 45-52)
- 2009: Brygada – Keiko (odc. 11)
- 2009: Dinopociąg –
  - Mama Piotrusia Peteinozaura (odc. 5b),
  - Wiktoria Welociraptor (odc. 7a, 26b),
  - Mama Michasia Mikroraptora (odc. 11a, 54b),
  - Mania Mozozaur (odc. 65a)
- 2009: Geronimo Stilton – Thea Stilton (seria II)
- 2009–2011: Jake i Blake
- 2009: Olivia – Mama Olivii
- 2009: Roztańczona Angelina: Nowe kroki – Angelina
- 2010: Big Time Rush –
  - Kat (odc. 33),
  - Sylvia Garcia (odc. 37),
  - Tiffany (odc. 42)
- 2010: Lulu i inne zwierzaki
- 2010–2012: Mój kumpel anioł –
  - pani Whitelaw (odc. 4),
  - Ella (odc. 12),
  - Fefe Dobson (odc. 23),
  - JenJen (odc. 36)
- 2010: My Little Pony: Przyjaźń to magia – Twilight Sparkle
- 2010: Nina Patalo – Nina Patalo (odc. 1-39, 61-78)
- 2010: Para królów – Mikayla
- 2010–2012: Pokémon: Czerń i Biel –
  - pani Chandler (odc. 1 serii XV),
  - Alexa (odc. 37-45 serii XV)
- 2010: PopPixie
- 2010–2017: Pora na przygodę! –
  - Melissa (odc. 1b),
  - Grzyby (odc. 5b),
  - Reszka (odc. 7a),
  - pisklęta (odc. 7b),
  - Stonesy (odc. 7b),
  - mieszkanka Malinowego Królestwa (odc. 81b),
  - Maja (odc. 82a),
  - kowal (odc. 82b),
  - Jake Junior (odc. 83a),
  - jeden z uczniów (odc. 85b),
  - Laura (odc. 86b)
- 2010–2013: Pound Puppies: Psia paczka –
  - Pepita (odc. 35),
  - Jenny (odc. 36),
  - Kruszynka (odc. 40),
  - Jennifer (odc. 56),
  - Dziewczynka (odc. 60),
  - Yo-Yo (odc. 61),
  - Małpa (odc. 62),
  - Szczeniak (odc. 63),
  - Sportmenka (odc. 65),
  - gwary
- 2010–2011: Przyjaciele z Kieszonkowa
- 2010–2011: Spike Team – Sussan
- 2010: Śniegusie ratują planetę
- 2011–2016: Austin i Ally –
  - kobieta z dzieckiem (odc. 32),
  - Glamour Kociak (odc. 33),
  - Kimmy (odc. 36, 40, 56, 61, 64, 84),
  - Chirie (odc. 81)
- 2011: Bąbelkowy świat gupików –
  - Molly,
  - Deema (jedna z kwestii podczas jednej z piosenek w odc. 53)
- 2011: Groove High –
  - Vic,
  - mama Zoey (odc. 13, 24, 26)
- 2011: Jessie – Corrine Baxter (odc. 61)
- 2011: Kumple z dżungli – na ratunek – Suzie (odc. 14-17)
- 2011: Mia i ja – Shiva
- 2011: Miasto kur – Jadzia
- 2011: Miś Muki – Mita
- 2011: Nadzdolni – Winter Maddox (odc. 50, 53, 58, 61-62)
- 2011: Przygody Adasia i Tosi – Tosia
- 2012: Czarodzieje kontra Obcy –
  - Emma (odc. 13, 21-22),
  - Alicja (odc. 20),
  - Bisme Jacana (odc. 24-26)
- 2012: Jamie Mamacki –
  - Mama Johnny’ego (odc. 9),
  - Ziemianie (odc. 9),
  - Josette (odc. 17),
  - dzieciaki (odc. 24),
  - ludzie (odc. 24, 44),
  - Pani Rodrigue (odc. 28, 33-34),
  - głos żeński (odc. 40),
  - gwary (odc. 9, 24, 34, 44)
- 2012: Klinika dla pluszaków – Owieczka Besia
- 2012: Lato w mieście –
  - operatorka (odc. 15),
  - jedna z fanek Deana (odc. 15),
  - jedna z dziewczyn stojących w kolejce (odc. 15)
- 2012: Troskliwe Misie: Witamy w Krainie Troskliwości –
  - Ważkopszczoła (odc. 5),
  - Wdzięczna Misia (odc. 8, 10)
- 2012: Violetta – Camila Torres
- 2012: Barbie Life in the Dreamhouse – Midge
- 2013: Akademia tańca –
  - narrator (odc. 32-34),
  - Mama Jamesa (odc. 36, 53, 75),
  - Sandra (odc. 58, 64)
- 2013: Avengers: Zjednoczeni –
  - kobieta (odc. 48),
  - mama Dar Mal Gotha (odc. 51)
- 2013: Chica Vampiro. Nastoletnia wampirzyca – Elizabeth Pavlova
- 2013: Grajband – Trina Riffin
- 2013: Jej Wysokość Zosia – Panna Baletnica (odc. 61)
- 2013: Kroniki Xiaolin –
  - Katnappé (odc. 3),
  - jedna z Jackich (odc. 14),
  - jedna ze smoczyc (odc. 17)
- 2013: Pac-Man i upiorne przygody – Cyli
- 2013: Piżamiaki – Krowandzia
- 2013–2016: Pokémon seria: XY – Alexa (odc. 1, 5-6, 23 serii XVII, odc. 18 serii XVIII, odc. 47 serii XIX)
- 2013–2014: Power Rangers Megaforce – mama chłopca (odc. 17)
- 2013: Sowa i spółka – Gacek (wersja Boomeranga)
- 2013: Tupcio Chrupcio –
  - ciocia Tupcia #2 (odc. 4, 15, 18, 24, 26, 32, 50),
  - Tesia (odc. 5, 7-10, 15, 18, 20, 24, 26, 29, 35-36, 42, 49)
- 2013: Wujcio Dobra Rada –
  - Nauczycielka (odc. 29),
  - Blondwłosa dziewczyna z warkoczykami (odc. 35)
- 2013: Zack i Kwak – Siup
- 2014: Astrozwierzaki –
  - Glippi (odc. 11),
  - Carlos Kosmos (odc. 45)
- 2014: Clarence –
  - Melania Baker (odc. 1-2, 4, 6, 9, 15, 18, 21, 24, 26, 28, 30-31, 35, 39, 41, 50, 53-55, 59-60, 66-67, 72-73, 75-78, 83, 90),
  - Chelsea (odc. 6, 10, 18, 23, 26, 35, 51-52, 55, 60, 70, 72, 74, 77, 80-82, 90),
  - koleżanka Ashley (odc. 8),
  - koleżanka Mary z klubu książki (odc. 11),
  - pani Bernstein, siostra Melanii Baker (odc. 24),
  - mama Tinii (odc. 25),
  - pani Herpenville (odc. 63)
- 2014: Kasia i Mim-Mim – Mama Kasi
- 2014: Lassie i przyjaciele – Lassie
- 2014: Lolirock – Iris
- 2014–2015: Max i Shred – Kaylee Carpenter (odc. 4, 7–8, 10–11, 15–16, 18–19, 21, 23, 25–27, 30, 32–34, 37, 39)
- 2014: Nicky, Ricky, Dicky i Dawn – Randee (odc. 27)
- 2014: Nowe przygody Piotrusia Pana – jedna z Sylwid (odc. 10, 17, 19, 23)
- 2014: Super 4 – Ruby
- 2014: Zwierzaki-przebieraki –
  - kos Zuzia,
  - kotka Beza
- 2014: Gadający Tom i przyjaciele – Luna (odc. 11)
- 2015: Czworo i pół przyjaciela – Stefka
- 2015–2016: DC Super Hero Girls – Poison Ivy
- 2015: Fresh Beat Band. Kapela detektywów – Cindy Zła Nuta (odc. 1)
- 2015: Game Shakers. Jak wydać grę? – Meesha (odc. 31)
- 2015: Henio Dzióbek – Piri Piri
- 2015: Heidi – Teresa
- 2015: K3 – Kylie
- 2015: Magiczne magiimiecze – Vambre
- 2015: Małe i duże przygody Miffy – Mama Miffy
- 2015: Miraculum: Biedronka i Czarny Kot –
  - Rose (odc. 5, 14, 17, 19),
  - Penny Rolling (odc. 20-21)
- 2015: Nastoletnia agentka – Lisica (odc. 21)
- 2015: Przygody Danonka – Vivi
- 2015: Shimmer i Shine –
  - Shimmer,
  - Shine
- 2015: Świń Koza Banan Robal – pani Wiosna Wander Landryna (odc. 4)
- 2015: The Returned – Kris
- 2015: Złotowłosa i Miś – Złocia
- 2016: Little Witch Academia – Barbara Parker
- 2016: Soy Luna –
  - Eva
  - Ada
- 2017: My Little Pony: Equestria Girls – Twilight Sparkle
- 2017: Kacze opowieści (serial animowany 2017) – Tasia Van Der Kwak
- 2017: Magiki – Zaza
- 2017: My Little Pony: Equestria Girls – Better Together – Twilight Sparkle
- 2017: Siostry – Lulu
- 2018: Raven na chacie – policjantka Seeley (odc. 21)
- 2018: Dzieciak rządzi: Znowu w grze
- 2018: Cupcake i Dino – do usług – Gloria
- 2018: Pierwsza miłość Ami – Luna
- 2018: Robozuna – Feronia
- 2019: Ronja, córka zbójnika – Lovis
- 2019: YooHoo na ratunek –
  - Batu
  - Shooga

### Gry
- 2005: Stubbs the Zombie in Rebel Without a Pulse –
  - Telefonobot,
  - Głosy cywilów
- 2006: Neverwinter Nights: Kingmaker –
  - Alias Czarnoręka,
  - Główna bohaterka (ShadowGuard)
- 2006: Viva Piñata – Pielinka
- 2006: Eragon – Arya
- 2006: Neverwinter Nights 2 –
  - Glina,
  - Alaine,
  - Nya,
  - Melia,
  - Duch Jedwabistej Siostry,
  - Hebelez,
  - Tholapsyx
- 2007: Artur i Minimki – Księżniczka Selenia
- 2008: Mass Effect –
  - Emily Wong,
  - Rita
- 2009: Dragon Age: Początek –
  - Strażnik Zoffi,
  - Nerav Helmi
- 2011: The Elder Scrolls V: Skyrim – Namira
- 2015: The Order: 1886 – Rani Lakshmibai
- 2015: Wiedźmin: Dziki Gon –
  - Burdelmama,
  - Kapitan jednego ze staków,
  - Astrid,
  - Inga,
  - Elfka,
  - Jutta
- 2015: My Little Pony: Friendship Celebration – Twilight Sparkle
- 2015: Wiedźmin: Dziki Gon – Serca z kamienia –
  - Eveline Gallo,
  - Adria,
  - Aldona,
  - Członkini bandy Olgierda,
  - Jedna z gości weselnych
- 2016: Lego Gwiezdne wojny: Przebudzenie Mocy – Niebieski-6
- 2017: Horizon Zero Dawn –
  - Keadi,
  - Camtarah
- 2018: Lego Iniemamocni –
  - Sunny Sundae,
  - Obywatelka,
  - Pilotka samolotu,
  - Strażaczka
- 2018: Lego DC Super-Villains –
  - Poison Ivy,
  - Raven
- 2018: Spyro Reignited Trilogy –
  - Wróżka Zoe,
  - Faun Uta,
  - Roztańczona Stella,
  - Foka Kłapacz,
  - Tara Croft

### Programy
- 2011: Disney’s Friends for Change Games
- 2015: Violetta: Podróż – Camila Torres

### Koncerty
- 2014: Violetta: Koncert – Candelaria Molfese

### Wykonanie piosenek
- 1980: Filiputki
- 1989: Bouli (druga wersja)
- 1989–1992: Kacze opowieści
- 1991: Przygody Syrenki
- 1993: Miasteczko Halloween
- 1997–2009: Bibi Blocksberg
- 1998–2004: Atomówki (odc. 59)
- 1998–2000: Tęczowe rybki (czołówka, odc. 4b)
- 1998: Życzenie wigilijne Richiego Richa
- 2000–2006: Hamtaro – wielkie przygody małych chomików
- 2000: Przygody szewczyka Grzesia
- 2002: Kim Kolwiek
- 2002: Maks i Ruby (czołówka, odc. 2b, 13c)
- 2003: Księga dżungli 2
- 2004: Baśniowy świat 5
- 2004: Klub Winx (odc. 27-78)
- 2004: Król lew 3: Hakuna matata
- 2005: Czerwony Kapturek – prawdziwa historia
- 2005: Magiczne przygody misia Ruperta
- 2005: Przygoda Noddy’ego na wyspie
- 2005: Tarzan 2: Początek legendy
- 2005: Trollz
- 2006: Magiczne przygody misia Ruperta
- 2007: Fineasz i Ferb
- 2007: Moi przyjaciele – Tygrys i Kubuś
- 2009: Geronimo Stilton (seria II)
- 2010: My Little Pony: Przyjaźń to magia (odc. 11, 14, 26, 51-54, 65)
- 2010: Troskliwe Misie: Najlepsi z najlepszych
- 2012: Barbie: Księżniczka i piosenkarka – Keira
- 2012: Lorax
- 2013: Carotina Super Bip
- 2013: My Little Pony: Equestria Girls
- 2014: Kasia i Mim-Mim
- 2014: Lassie i przyjaciele (odc. 1-26)
- 2014: My Little Pony: Equestria Girls: Rainbow Rocks
- 2015: My Little Pony: Equestria Girls: Igrzyska Przyjaźni
- 2016: My Little Pony: Equestria Girls: Legenda Everfree
- 2016: Pradawny ląd: Wyprawa tylko dla odważnych
- 2017: Kot w butach: Uwięziony w baśni
- 2017: My Little Pony: Film